# IHL 1954/55
Die Saison 1954/55 war die zehnte reguläre Saison der International Hockey League. Während der regulären Saison bestritten die sechs Teams jeweils 60 Spiele. In den Play-offs setzten sich die Cincinnati Mohawks durch und gewannen den dritten Turner Cup in ihrer Vereinsgeschichte.

## Teamänderungen
Folgende Änderungen wurden vor Beginn der Saison vorgenommen:
- Die Louisville Shooting Stars stellten den Spielbetrieb ein.
- Die Marion Barons stellten den Spielbetrieb ein.
- Die Milwaukee Chiefs stellten den Spielbetrieb ein.

## Reguläre Saison

### Abschlusstabelle
Abkürzungen: GP = Spiele, W = Siege, L = Niederlagen, T = Unentschieden, OTL = Niederlage nach Overtime, GF = Erzielte Tore, GA = Gegentore, Pts = Punkte
|                      | GP | W  | L  | T | GF  | GA  | Pts |
| -------------------- | -- | -- | -- | - | --- | --- | --- |
| Cincinnati Mohawks   | 60 | 40 | 19 | 1 | 268 | 164 | 81  |
| Troy Bruins          | 60 | 31 | 27 | 2 | 190 | 180 | 64  |
| Toledo Mercurys      | 60 | 31 | 29 | 0 | 183 | 196 | 62  |
| Grand Rapids Rockets | 60 | 28 | 31 | 1 | 199 | 215 | 57  |
| Johnstown Jets       | 60 | 25 | 34 | 1 | 188 | 215 | 51  |
| Fort Wayne Komets    | 60 | 22 | 27 | 1 | 181 | 235 | 45  |

## Turner-Cup-Playoffs
|  | Turner-Cup-Halbfinale | Turner-Cup-Halbfinale | Turner-Cup-Halbfinale |  |  | Turner-Cup-Finale | Turner-Cup-Finale  | Turner-Cup-Finale |
|  |                       |                       |                       |  |  |                   |                    |                   |
|  |                       |                       |                       |  |  |                   |                    |                   |
|  | 1                     | Cincinnati Mohawks    | 3                     |  |  |                   |                    |                   |
|  | 3                     | Toledo Mercurys       | 0                     |  |  |                   |                    |                   |
|  |                       |                       |                       |  |  | 1                 | Cincinnati Mohawks | 4                 |
|  |                       |                       |                       |  |  | 2                 | Troy Bruins        | 3                 |
|  | 2                     | Troy Bruins           | 3                     |  |  |                   |                    |                   |
|  | 4                     | Grand Rapids Rockets  | 1                     |  |  |                   |                    |                   |
|  |                       |                       |                       |  |  |                   |                    |                   |

## Vergebene Trophäen

### Mannschaftstrophäen
| Auszeichnung                                          | Team               |
| ----------------------------------------------------- | ------------------ |
| Turner Cup Gewinner der IHL-Playoffs                  | Cincinnati Mohawks |
| Fred A. Huber Trophy Bestes Team der regulären Saison | Cincinnati Mohawks |

### Individuelle Trophäen
| Auszeichnung                                             | Spieler      | Team               |
| -------------------------------------------------------- | ------------ | ------------------ |
| James Gatschene Memorial Trophy MVP der regulären Saison | Phil Goyette | Cincinnati Mohawks |
| George H. Wilkinson Trophy Bester Scorer                 | Phil Goyette | Cincinnati Mohawks |